# Centralny Obóz Pracy w Jaworznie
Centralny Obóz Pracy w Jaworznie (w skrócie COP Jaworzno) – miejsce przymusowej pracy w Jaworznie utworzone w 1945 r. przez komunistyczne władze Polski tuż po zakończeniu II wojny światowej, na terenie dawnego niemieckiego obozu koncentracyjnego Neu-Dachs (podobóz KL Auschwitz). Obóz działał do 1949 r., po czym został przekształcony w Progresywne Więzienie dla Młodocianych w Jaworznie.

## Historia

### Hitlerowski niemiecki obóz pracy
Teren, na którym znajdował się obóz w Jaworznie, oraz podległy mu podobóz w Chrustach, należały przed II wojną światową do Jaworznickich Kopalń S.A. w Jaworznie. 15 czerwca 1943 r. Niemcy utworzyli tutaj podobóz KL Auschwitz-Birkenau – Arbeitslager „NeuDachs” nr 147. Na krótko przed nadejściem Armii Czerwonej, 17 stycznia 1945 roku, Niemcy wyprowadzili z podobozu w Jaworznie kolumnę więźniów. Mieli oni do pokonania liczącą ok. 250 km trasę do KL Gross-Rosen na Dolnym Śląsku (tzw. marsze śmierci).

### Utworzenie Centralnego Obozu Pracy w Jaworznie
6 kwietnia 1945 r. Ministerstwo Bezpieczeństwa Publicznego na podstawie okólnika nr 42 utworzyło Centralne Obozy Pracy, powołując obozy w Warszawie, Poniatowej, Krzesimowie, Potulicach i Jaworznie. Jednakże Centralny Obóz Pracy w Jaworznie rozpoczął działalność jeszcze przed wejściem w życie okólnika, w lutym 1945 roku.
Po Niemcach pozostał niezniszczony obóz składający się z 15 drewnianych baraków, murowanych obiektów łaźni, kuchni, szpitala, odwszalni, warsztatów i magazynów. Obóz ogrodzony był podwójnym pasem drutów kolczastych podłączonych do wysokiego napięcia, oprócz tego w ogrodzeniu znajdowało się 12 murowanych wież strażniczych, z karabinami maszynowymi i reflektorami. Karcer obozowy mieścił się w pomieszczeniach dawnej pralni obozowej. Północna część obozu od strony drogi Kraków–Katowice, była osłonięta wybudowanym przez więźniów po wojnie murem o wysokości 5 m.
COP Jaworzno podlegał Wydziałowi Więziennictwa i Obozów Wojewódzkiego Urzędu Bezpieczeństwa Publicznego w Krakowie, którym dowodził w owym czasie por. Jakub Hammerschmidt (od 1946 r. Jakub Halicki).

#### Komendanci obozu
- por. Włodzimierz Staniszewski (do października 1945 r.)
- kpt. Stanisław Kwiatkowski (od października 1945 r. – do kwietnia 1948 r.)
- Teofil Hazelmajer (od 1 marca do 31 sierpnia 1948 r.)[6]
- kpt. Salomon Morel (od lutego 1949 r. – do listopada 1951 r.)

Stanisław Kwiatkowski, który stworzył właściwe podwaliny obozu, był za sanacji naczelnikiem więzienia w Tarnowie.

#### Załoga
Załoga obozu składała się z ponad 300 żołnierzy i 18 oficerów KBW oraz kilkunastu pracowników cywilnych. Pracowała w działach: Pracowników Polityczno-Wychowawczych, Specjalnym, Służby Wartowniczej, Pracy, Administracyjnym i Gospodarczym.
Szefem grupy śledczej MBP w obozie był Józef Bik, który będąc szefem wydziału śledczego WUBP w Gdańsku doprowadził do skazania na śmierć sanitariuszki WiN Danuty Siedzikówny. W relacjach więźniów został zapamiętany z wyjątkowej brutalności, szczególnie wobec przesłuchiwanych Ukrainek. Pierwsza załoga rekrutowała się głównie spośród miejscowej ludności.
Opiekę lekarską sprawował dr Mieczysław Miklaszewski, kierujący zespołem niemieckich i ukraińskich lekarzy-więźniów.
Podobnie jak w niemieckich obozach koncentracyjnych, w COP istniała funkcja kapo, nazywanych tutaj „gońcami” albo „blokowymi”. Byli oni zwolnieni z prac fizycznych, otrzymywali lepsze wyżywienie i ubranie, w zamian sprawowali funkcje pomocnicze, zajmowali się donosicielstwem oraz znęcali się nad współwięźniami.

#### Więźniowie obozu
Więźniami obozu była ludność pochodzenia niemieckiego, polskiego, śląskiego, ukraińskiego, austriackiego, holenderskiego, francuskiego, jugosłowiańskiego, czeskiego, rumuńskiego, łotewskiego i Łemkowie. Wśród skazanych w obozie tym znaleźli się przede wszystkim polscy działacze niepodległościowi, żołnierze AK oraz górnicy, Niemcy, oraz w specjalnym podobozie Ukraińcy i Łemkowie. Dużą grupę stanowili Ślązacy, których w czasie wojny wpisano na volkslistę.

### Liczba więźniów
Liczba więźniów w COP Jaworzno:
| data            | liczba więźniów w COP Jaworzno     | liczba więźniów w podobozach |
| --------------- | ---------------------------------- | ---------------------------- |
| 22 marca 1945   | 1911                               | 357                          |
| 1 stycznia 1946 | 3505                               | 4444                         |
| 1 maja 1947     | 14 254 (razem, w COP i podobozach) | b. d.                        |
| 7 sierpnia 1947 | 5430                               | 8519                         |
| 1 grudnia 1947  | 6227                               | 6790                         |
| listopad 1948   | 2628                               | 4309                         |
| luty 1949       | 2522                               | 3813                         |

Łączna liczba ofiar, od momentu powstania obozu w styczniu 1945 r. do jego likwidacji w 1956 r., wynosi ponad 6 tysięcy.

#### Likwidacja obozu
Centralny Obóz Pracy w Jaworznie funkcjonował do lutego 1949 r. Później działało tam Progresywne Więzienie dla Młodocianych w Jaworznie. Oficjalnie obóz został zamknięty w 1956 r.

### Podobóz ukraińsko-łemkowski

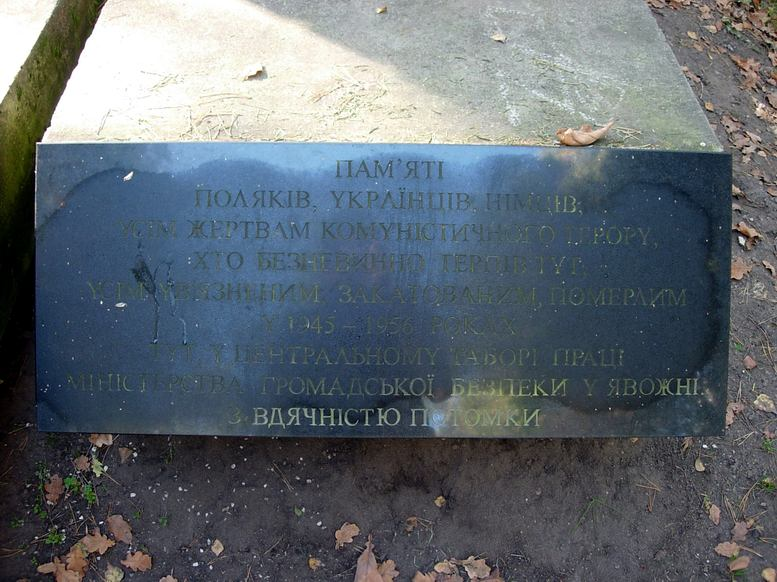
Tablica upamiętniająca w języku ukraińskim.

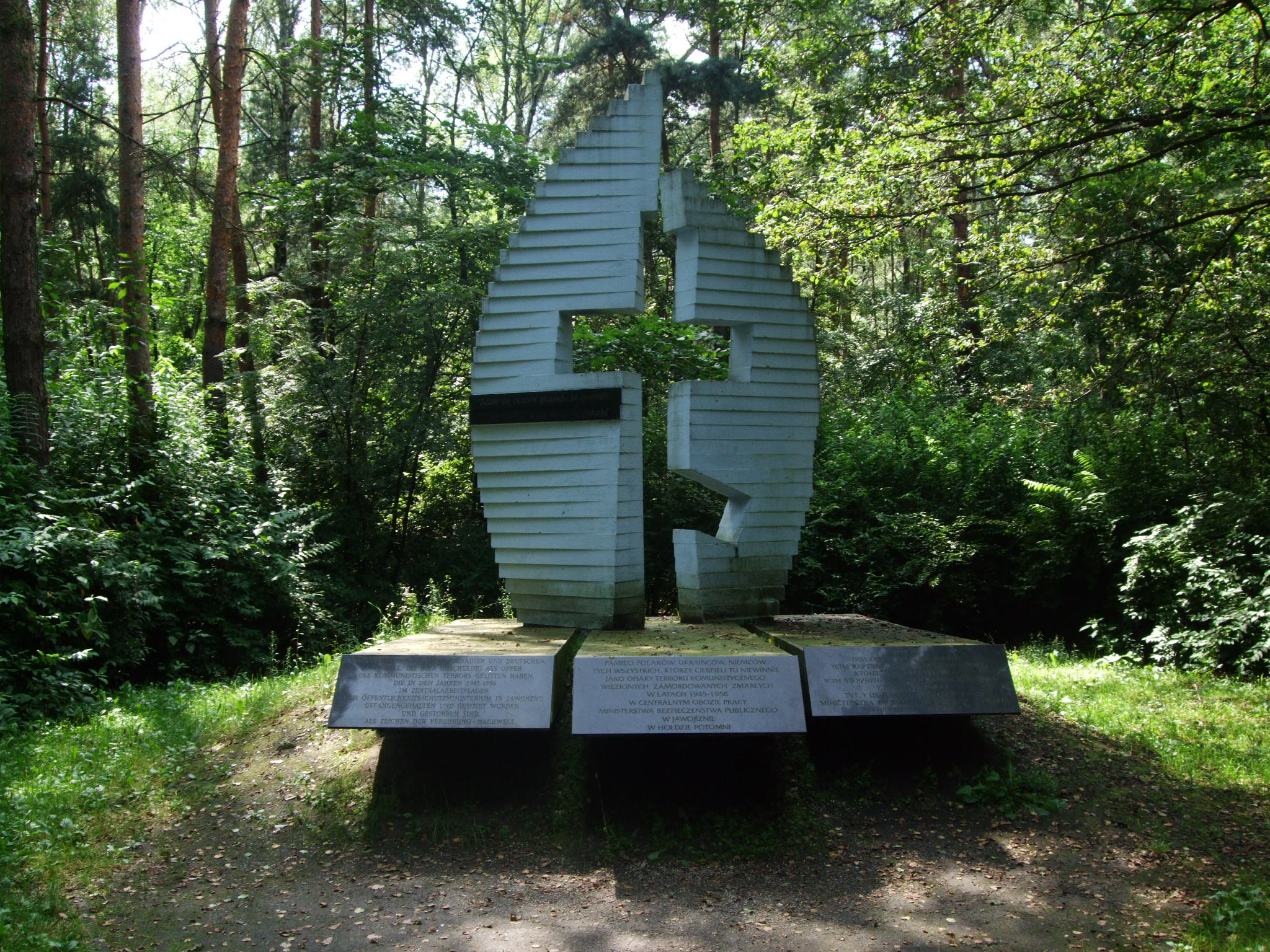
Pomnik ofiar terroru komunistycznego w Centralnym Obozie Pracy Ministerstwa Bezpieczeństwa Publicznego w Jaworznie, odsłonięty 23 maja 1998 r.

Ukraińcy i Łemkowie znajdowali się w Centralnym Obozie Pracy od początku jego istnienia (1 maja 1945 r. naliczono ich 43 pośród 2314 więźniów), jednak dopiero decyzja Biura Politycznego KC PPR z dnia 23 kwietnia 1947 r. o skierowaniu tam Łemków i Ukraińców przesiedlanych ze swoich ziem, którzy podejrzani byli o współpracę lub sympatyzowanie z OUN i UPA, zwiększyła znacząco ich liczbę w obozie.
Pierwszy transport z więźniami dotarł 4 maja 1947 r. z Sanoka, liczył 16 osób z powiatów leskiego i sanockiego, a osobą wpisaną do księgi obozowej pod numerem 1 była Maria Baran z powiatu leskiego. Późniejsze transporty docierały z Oświęcimia, przez który transportowano wszystkich wysiedlanych na Ziemie Zachodnie.
W obozie tym znalazło się 3873 więźniów (2781 Ukraińców – w tym 823 kobiety, 22 księży greckokatolickich, 5 księży prawosławnych), z czego 162 zmarło. Największą grupą byli więźniowie, którzy trafili do obozu po kilkudniowych pobytach w aresztach powiatowych, byli oni transportowani bezpośrednio do Jaworzna, jednak sporą grupą byli też ludzie, którzy byli wyłapywani z transportów na Ziemie Zachodnie na podstawie uprzednio przygotowanych przez funkcjonariuszy lokalnych list z podejrzanymi o współpracę lub sympatyzowanie z UPA. W obozie znalazła się również inteligencja łemkowska, która wcześniej uniknęła aresztowań.
Kilkadziesiąt osób trafiło również do obozu, pojmanych podczas prób powrotu w swoje rodzinne strony, co również było pretekstem dla władz do skierowania do Jaworzna (tajny rozkaz nr 0010 dowódcy Grupy Operacyjnej „Wisła” gen. Stefana Mossora).
Podczas pobytu w Jaworznie, nierzadko władze obozowe stosowały wobec więzionych terror psychiczny i fizyczny. Więźniowie byli w obozie zatrudniani między innymi przy budowie elektrowni Jaworzno oraz przy szyciu odzieży na potrzeby Ministerstwa Bezpieczeństwa Publicznego. Jedna z kobiet, 25-letnia Katarzyna Koprek została tak skatowana przez polską blokową nazywaną „Marysią” lub „Czarną blokową”, że rzuciła się z rozpaczy na obozowe druty. Z baraków wypędzono wtedy wszystkich więźniów, którym ku przestrodze pokazywano jej osmalone ciało wiszące na drutach. Jej oprawczyni, „Marysia”, miała zawsze elegancką fryzurę, nosiła też szyty na miarę mundur. Uwielbiała katować kobiety pejczem, z którym zawsze chodziła. Choć jej nazwisko widnieje w aktach pracowników obozu i do końca mieszkała w Jaworznie, prowadzący śledztwo prokuratorzy IPN nie zdołali jej odnaleźć i przesłuchać.
Była też sala tortur, w której ubecy bili przesłuchiwanych grubymi kablami elektrycznymi lub drewnianymi pałkami, razili ich prądem, wbijali im szpilki pod paznokcie czy sadzali na nodze stołka wbijającej się w kiszkę stolcową.
Ostatnimi więźniami, których przywieziono do obozu 22 maja 1948 r. z Koszyc, było 112 żołnierzy UPA, których pojmano w Czechosłowacji podczas przedzierania się na Zachód, jednak po dwudniowym pobycie przetransportowano ich do więzienia przy ulicy Montelupich w Krakowie.
Od wiosny 1948 r. stopniowo zaczęto zwalniać więźniów, z wyjątkiem duchownych, których przetrzymywano do 15 lutego 1949 roku, wywożąc ich następnie do więzienia w Grudziądzu. Oficjalnie podobóz dla ludności ukraińskiej i łemkowskiej zlikwidowano 8 stycznia 1949 roku.
Tematem więźniów pochodzenia ukraińskiego zajmuje się historyk Eugeniusz Misiło.

## Śledztwo IPN
Prokuratura IPN dwukrotnie umorzyła śledztwo w sprawie zbrodni popełnionych na ukraińskiej ludności cywilnej w COP w Jaworznie. W uzasadnieniu napisano, że śledztwo się umarza „wobec stwierdzenia, iż czynów nie popełniono”. Nie postawiono zarzutów nikomu z 80 śledczych UB odpowiedzialnych za torturowanie osadzonych w obozie Ukraińców. Odnaleziono i przesłuchano jako świadków tylko kilkunastu z nich, choć nazwiska pozostałych były znane, a ich akta personalne są w archiwum IPN. W aktach śledztwa IPN nie ma żadnej wzmianki o próbie odszukania i przesłuchania szefa śledczych MBP Józefa Bika.
Ciała tysięcy zakatowanych i zmarłych więźniów grzebano w masowych, bezimiennych grobach, wykopanych w lasku rosnącym tuż za obozowymi drutami. Prokuratorzy IPN nie zlokalizowali miejsca pochówku ciał więźniów zamordowanych w obozie, choć w czasie śledztwa IPN żyli jeszcze świadkowie – strażnicy i w Jaworznie wszyscy o tym miejscu wiedzieli.

## W kulturze
Temat lub motyw komunistycznego obozu pracy/więzienia w Jaworznie (1945–1956) pojawia się w następujących utworach literatury polskiej: w opowiadaniu Seweryny Szmaglewskiej Amnestia zastukała do bram (1956), w powieści Kazimierza Koźniewskiego Bunt w więzieniu (1968), w opowiadaniu Sławomira Mrożka Jaworzno (1985), w piątym tomie cyklu z komisarzem Forstem Remigiusza Mroza „Zerwa” (2018)

### Publikacje
- Miroszewski K., Ukraińcy i Łemkowie w Centralnym Obozie Pracy Jaworzno, [w:] Pamiętny rok 1947, Rzeszów 2001.
- Eugeniusz Misiło: Obóz „Jaworzno”. Zbrodnia nieukarana. Archiwum Ukraińskie, Wydawnictwo Jesionowo, 2022. ISBN 978-83-9354-292-5. Brak numerów stron w książce
- Obóz dwóch totalitaryzmów. Jaworzno 1943-1956. Kazimierz Mieroszewski, Zygmunt Woźniczka, Ryszard Terlecki (red.). Jaworzno: Muzeum Miasta Jaworzna, 2007. Brak numerów stron w książce

### Prasa
- „Kurier Popularny” [Łódź], 2 VIII 1946, nr 210, s. 4 (art. „Odmieniły się role, ale tylko częściowo. Odwiedzamy obóz pracy dla „foksów” w Jaworznie.”). Obszerny reportaż łódzkiego dziennikarza z wizyty w tym obozie.